# Czarcie miotły czereśni
Czarcie miotły czereśni (ang. witches brooms of cherry) – grzybowa choroba czereśni i wiśni wywoływana przez grzyba Taphrina cerasi.

## Objawy i szkodliwość
Choroba w Polsce występująca rzadko i nie wyrządzająca większych szkód. Jej objawami są gęste czarcie miotły w koronach drzew. Jest to skupisko długich i zgrubiałych pędów wyrastających z porażonych pąków śpiących. Pędy ten na dokładkę gęsto rozgałęziają się, wskutek czego tworzą się z nich czarcie miotły. Na zmienionych przez chorobę pędach liście rozwijają się wcześniej, niż na zdrowych, a ich blaszki liściowe są drobne, początkowo zielone, potem czerwonawe, pofałdowane i zwijają się wzdłuż głównego nerwu w dół. Na ich dolnej stronie pojawia się białoszary nalot, złożony z palisadowo ułożonych worków grzyba. Porażone liście przedwcześnie zamierają i opadają. Pąki kwiatowe nie zawiązują się, nie powstają więc owoce.
Czarcie miotły czereśni najłatwiej dostrzec podczas kwitnienia oraz po jesiennym opadnięciu liści. Skutkiem choroby jest nienormalny rozwój części korony drzewa oraz mniejszy plon.

## Ochrona
Nie ma specjalnego programu zwalczania tej choroby. Zapobieganie jej mieści się w programach ochrony czereśni i wiśni przed innymi, częściej spotykanymi chorobami. Jeżeli jednak nie zwalcza się chemicznie innych chorób, a w poprzednim sezonie liczne były przypadki parcha czereśni, wówczas należy po kwitnieniu drzew wykonać 2–3 opryskiwania fungicydami miedziowymi, ditiokarbaminianowymi, ftalimidowymi lub benzymidazolowymi.